# Hrvatski malonogometni kup – regija Zapad 2012./13.
Malonogometni kup regije Zapad je jedan od četiri kvalifikacijska regionalna kupa za Hrvatski malonogometni kup za sezonu 2012./13., igran na području zapadne Hrvatske. Kup je osvojio klub "Grobnik" iz mjesta Čavle.

## Sustav natjecanja
Kup se igra jednostrukim kup-sustavom krajem 2012. godine. U natjecanju sudjeluju futsal klubovi iz 2. HMNL - Zapad i 1. HMNL koji nemaju osiguran plasman u Hrvatski malonogometni kup, te pobjednici županijskih kupova s ovog područja. Pobjednik stječe pravo nastupa u Hrvatskom kupu za 2012./13. 

## Rezultati

### Četvrtzavršnica
| datum              | par                                   | rez.     | napomene, izvještaji |
| ------------------ | ------------------------------------- | -------- | -------------------- |
| 29. studenog 2012. | Albona Labin - Histria Oprtalj        | 4:2      |                      |
| 1. prosinca 2012.  | Gorovo Opatija - Lošinj (Mali Lošinj) | 6:2      |                      |
| 2. prosinca 2012.  | Kastav - Grobnik Čavle                | 1:9      |                      |
|                    | Otočac                                | slobodni | slobodni             |

### Poluzavršnica
| datum              | par                           | rez. | napomene, izvještaji |
| ------------------ | ----------------------------- | ---- | -------------------- |
| 11. prosinca 2012. | Gorovo Opatija - Albona Labin | 7:2  |                      |
| 7. prosinca 2012.  | Otočac - Grobnik Čavle        | 1:4  |                      |

### Završnica
| datum              | par                            | rez. | napomene, izvještaji |
| ------------------ | ------------------------------ | ---- | -------------------- |
| 15. prosinca 2012. | Grobnik Čavle - Gorovo Opatija | 6:1  | igrano u Kastvu      |

## Unutarnje poveznice
- Hrvatski malonogometni kup
- Hrvatski malonogometni kup 2012./13.
- Druga hrvatska malonogometna liga 2012./13.

## Vanjske poveznice
- crofutsal.com, Hrvatski malonogometni kup